# Біблеїстика
Бібліїстика, Біблеї́стика — наукова дисципліна, що вивчає різні аспекти біблійної літератури. Як окрема дисципліна сформувалася в епоху Реформації для просування протестантської ідеї «Sola scriptura», і відтоді традиційно присутня як окремий факультет практично в усіх університетах західного світу.
Сучасними центрами біблеїстики є Німеччина, Велика Британія, Ізраїль, США і Скандинавські країни. Усе важливіше місце у біблеїстиці займає Іспанія. Біблеїстиці присвячені десятки періодичних видань німецькою, англійською, івритом, французькою та іншими мовами. Щорічно з'являються десятки нових книг, присвячених біблеїстиці. За всіма цими новинками постійно стежать п'ять найважливіших каталогів: «Elenchus», «IZBG», «OTA» («Old Testament Abstracts»), «NTA» («New Testament Abstracts»), «TA» («Theological Abstracts»).

## Розділи біблеїстики
До розділів біблеїстики відносять археологію, історію, давні мови, зокрема, давньоєврейську мову, а також біблійне богослов'я, екзегезу, критику тексту, питання перекладу, історію канону, порівняльне релігієзнавство, патристику, художньо-літературознавчі аспекти, історію давньої юриспруденції, культурологічний і соціологічний аналіз та інше. Особливе місце у біблеїстиці займає дослідження навколобіблейської літератури (апокрифи, античні коментарі і перекази тощо).

## Розвиток біблеїстики
На початку XVIII століття основи текстології Нового Заповіту заклав лютеранський біблеїст Йоганн Бенгель.
Протягом XX століття було виявлено величезну кількість стародавніх рукописів, що підштовхнуло біблеїстику до бурхливого розвитку. Серед цих знахідок можна вказати на відомі сувої Мертвого моря, каїрська гениза й угаритська бібліотека.
У Росії та Україні біблеїстика стала популярна на початку XIX століття. Багато вчених Російської імперії організовували археологічні експедиції в біблійні країни, з'явилися ряд перекладів Біблії та окремих біблійних книг з єврейської та грецької на російську й українську, видавалися словники, активно вивчалися питання текстології. Багато книг з біблеїстики було перекладено із німецької та французької. Навіть після революції 1917 року ще близько 10 років біблеїсти колишньої імперії зустрічалися на спільних конференціях та виявляли активність. Серед найвидатніших біблеїстів 19 — початку XX століття були А. А. Олесницький, Г. П. Павський, В. П. Рибінський, І. Г. Троїцький, М. М. Глубоковський, М. Пальмов, Ф. Г. Оливній, О. П. Лопухін, Д. І. Введенський, П. І. Казанський, М. Е. Поснов, І. Євсєєв та інші.
У радянську епоху біблійні дослідження розглядалися з соціально-економічних та ідейних передумов, розроблених в рамках марксизму. Паралельно йшла розробка і самої історії раннього християнства. Першою науковою роботою була книга С. А. Жебелева «Євангелія канонічні й апокрифічні». Пізніше до проблем новозавітньої літератури зверталися історики М. Румянцев і Р. Ю. Віппер («Виникнення християнської літератури»). Були опубліковані роботи І. С. Свєнціцький («Заборонені євангелія» та ін) і Трофімової по апокрифи Нового Заповіту, Я. А. Ленцмана («Порівнюючи євангелія» і «Походження християнства»), проф. А. А. Алексєєва «Текстологія слов'янської Біблії».
У сучасній Україні біблеїстика розвинена слабко, серед значних вітчизняних біблеїстів можна назвати архієпископа Бориспільського Антонія (Паканича), колишнього ректора Київської духовної академії та Сергія Головащенка, доцента кафедри філософії і релігієзнавства Києво-Могилянської академії.

## Біблеїстична література
Серед найважливіших наукових періодичних видань з біблеїстики (не включаючи щорічники) варто відзначити:
Велика Британія:
- JSOT («Journal for the Study of the Old Testament»),
- JSNT («Journal for the Study of the New Testament»).

Німеччина:
- BZ («Biblische Zeitschrift»),
- ZTAW («Zeitschrift fu: r Alttestamentliche Wissenschaft»).

Голландія:
- VT («Vetus Testamentum»),
- NT («Novum Testamentum»).

Ізраїль:
- BM («Beth-Miqra»).

США:
- JBL («Journal for Biblical Literature»),

Франція:
- RB («Revue Biblique»).

Швеція:
- SJOT («Scandinavian Journal for the Old Testament»).

Крім того, статті з біблеїстики постійно публікуються у щорічниках, «Festschriften», електронних журналах (напр. JSIJ) і періодиці ширшого профілю (напр. голландський «JSJ», ізраїльський «Tarbiz», російський «ВДІ»).